# B.J. Blazkowicz
William Joseph "B.J." Blazkowicz (pronúncia em polaco: [blasˈkɔvitʂ]; em inglês: BLAZ-ko-vitch) é o personagem fictício da série de videojogos Wolfenstein, introduzida inicialmente com o jogo Castle Wolfenstein em 1981.
Blazkowicz estreou-se na série em 1992 no jogo Wolfenstein 3D, produzido pela id Software. Começou por ser um protagonista silencioso mais tarde tornando-se num herói padrão com falas, aparecendo desde então na maior parte dos jogos da série, excepto em Enemy Territory. Matthew Kaminsky é quem lhe dá a voz em Return to Castle Wolfenstein, Peter Jessop em Wolfenstein e Brian Bloom em Wolfenstein: The New Order.
Em The New Order, B.J. teve sua aparência física baseada na do ator alemão Til Schweiger.

## Biografia fictícia
William Joseph Blazkowicz nasceu nos Estados Unidos da América a 15 de Agosto de 1911, filho de uma família de emigrantes polacos. Os seus amigos deram-lhe a alcunha de "B.J.". Durante a Segunda Guerra Mundial, B.J. tornou-se sargento do Exército Americano, antes de ser recrutado como agente de topo pela Agência Americana de Acções Secretas (OSA), uma versão fictícia da Agência de Serviços Estratégicos, que lhe deu a missão de investigar rumores sobre actividades secretas do Terceiro Reich. Durante os seus serviços, ganhou várias condecorações militares incluindo a Medalha de Honra, a honra militar mais elevada nos Estados Unidos.
Blazkowicz casou depois da guerra, com 40 anos, com Julia Marie Peterson. O seu filho, Arthur Kenneth Blazkowicz tornou-se apresentador de televisão em Milwaukee, Wisconsin. Como tal, Arthur mudou o ultimo nome para Blaze. Depois casou com Susan Elizabeth McMichaels. Tiveram um filho, que lhe deram o nome do pai de Arthur, William Joseph Blazkowicz II, ou como ele assinou nos trabalhos escolares, Billy Blaze. Em Wolfenstein RPG, há a sugestão que Blazkowicz  é ancestral do protagonista de Doom, visto que um demônio similar ao Cyberdemon chamado "Harbinger of Doom" diz que irá assombrar os descendentes de Blazkowicz antes de voltar ao Inferno. A ideia é seguida ao batizar um dos heróis de Doom II RPG como Stan Blazkowicz.
No jogo de 2014, Wolfenstein: The New Order, diverge a história de Blazkowicz para uma realidade alternativa, em que ele sofre de amnésia depois de uma missão. A Segunda Guerra Mundial foi ganha pelos Nazis, e B.J. está numa asilo por mais de uma década saindo em 1960.